# Matelo Ferret
Jean Pierre „Matelo“ Ferret (* 1. Dezember 1918 in Rouen; † 24. Januar 1989) war ein französischer Gypsy-Jazz- und Musette-Gitarrist und Komponist.

## Leben und Wirken
Der aus Rouen stammende Matelo Ferret war der jüngste der Gebrüder Ferret. Er lernte zunächst Violine, Banjo und Mandola und hatte mit zwölf Jahren seinen ersten Auftritt. Mit dreizehn Jahren folgte er seinen Brüdern nach Paris. Er spielte zunächst Musette bei Émile Vacher und Vétese Guérino, bevor er zur Gitarre wechselte und Ionel Bajac begleitete. Er spielte dann osteuropäische Musik mit Violinisten wie Jean Gulesco und Yoska Nemeth. 1931 spielte Django Reinhardt, der im selben Hotel in Montmartre wohnte, mit ihm und brachte ihm mit „Sugar“ den ersten Jazz-Song bei. Im Jazzbereich war Ferret 1935 an Einspielungen von Michel Warlop beteiligt und trat auch mit Eddie South, Benny Carter, André Ekyan, Alix Combelle, Hubert Rostaing und Django Reinhardt auf; in den 1940er Jahren war er auch an Einspielungen Reinhardts beteiligt. 1943 gründete er sein eigenes Sextett im Stil Benny Goodmans, spielte aber auch Rhythmusgitarre im Quintette de Paris seines Bruders Sarane. 1945 berichtete der Down Beat über ihn. Recht früh übernahm er als Sologitarrist die Harmonik des Bebop in seine Phrasierungen.
In den 1950er Jahren spielte er auf der E-Gitarre, wurde aber nur bei zwei Aufnahmesitzungen dokumentiert. Charles Delaunay veröffentlichte 1959 eine Platte mit den frühesten Kompositionen Reinhardts, die Ferret aufbewahrt hatte und einspielte. Die Doppel-LP Tziganskaïa and other rare recordings mit einer eigenständigen Fusion aus Gypsy-Jazz und osteuropäischer Musik gilt als sein Meisterwerk. Lange Jahre begleitete er auch die Musette-Akkordeonisten Gus Viseur und Jo Privat, aber auch die Chansonniers Jean Ferrat und Robert Ripa. Auch trat er mit seinen Söhnen Boulou und Elios Ferré als Trio auf. Er starb nach einem Krebsleiden und ist auf dem Friedhof von Bagneux begraben.

## Diskographische Hinweise
- Musique pour deux n°14. 1955
- Matelot Ferret joue les inédits de Django Reinhardt 1959
- Manouche Partie 1960
- Tziganskaïa and other rare recordings. 1960–1978 (mit Sarane Ferret und Boulou Ferré)
- Marta. EP 1965
- Sarane and Matelo Ferret Tribute to Django 1967
- Les Fréres Ferret Les Gitanes de Paris 1938-1956 (Frémeaux et Associés)